# Crossdressing

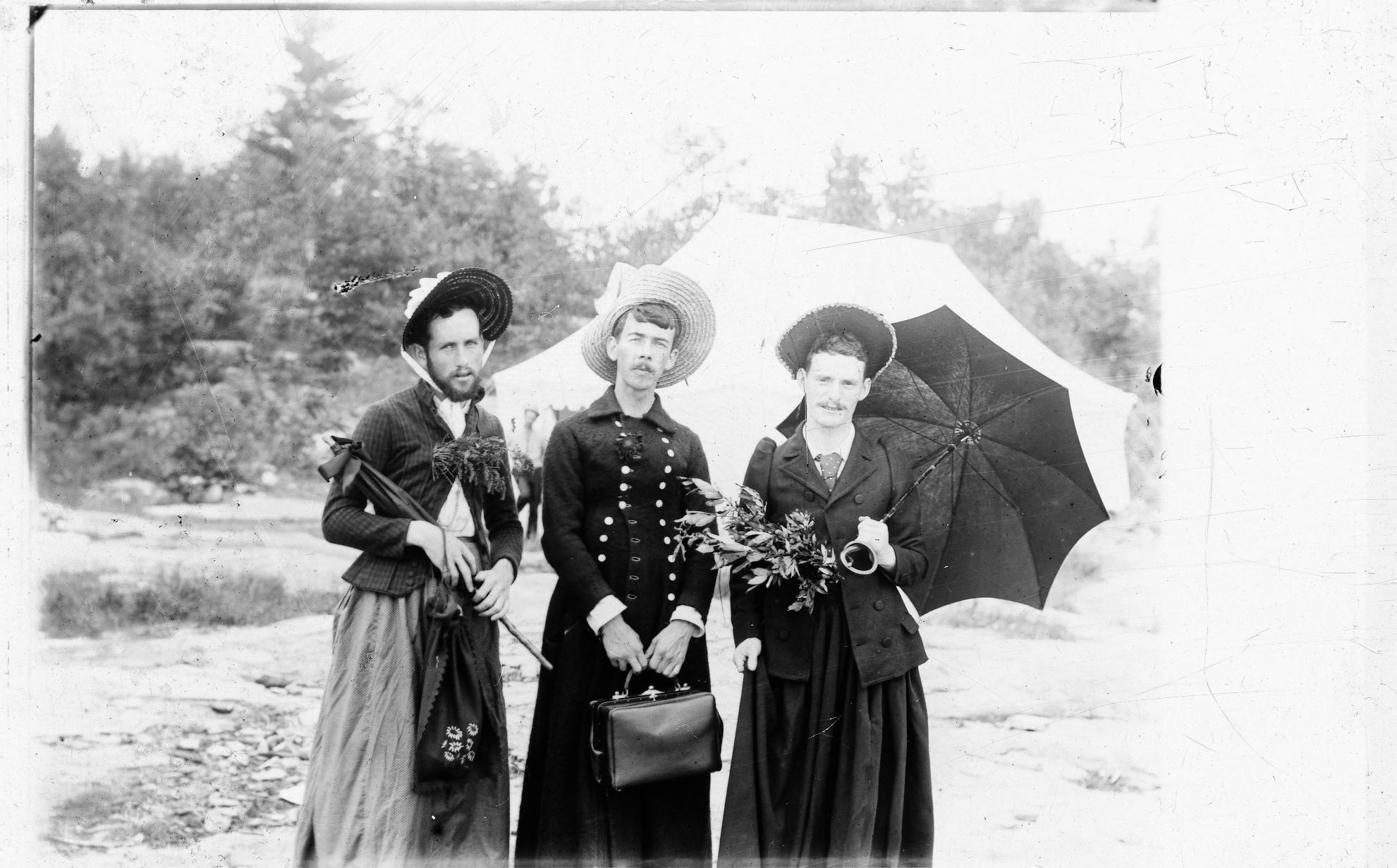
Drei Männer tragen Frauenkleider (um 1910)

Crossdressing (von englisch cross „überkreuz“ und dress „sich kleiden“) bezeichnet das Tragen von Kleidung, die nicht der konventionellen bzw. stereotypen Geschlechterrolle einer Person im Rahmen ihrer Zeit, Kultur und Gesellschaft entspricht. Die Absichten dahinter können beispielsweise praktische Gründe, die Lust am Verkleiden, der Ausdruck eines persönlichen Modestils oder der Protest gegen Geschlechter-Stereotype sein. Auffällige künstlerische Formen des Crossdressings sind bei Dragqueens und Dragkings anzutreffen.
Im Kontext der binären Geschlechterordnung bezieht sich Crossdressing auf das Tragen von typischer Frauenkleidung durch Männer oder von typischer Männerkleidung durch Frauen. Diese Sichtweise vernachlässigt allerdings die Vielfalt möglicher nichtbinärer Geschlechtsidentitäten.
Der Ausdruck cross-dressing etablierte sich in den 1970er Jahren in den USA, um die damals in der Öffentlichkeit bestehende Gleichsetzung von Transvestitismus mit männlicher Homosexualität und transvestitischem Fetischismus aufzulösen. Das Tragen von Kleidung, die nicht mit dem biologischen Geschlecht, aber mit dem eigenen sozialen Geschlecht assoziiert wird, gehört zum Bereich Transgender. Historisch lassen sich Crossdressing und Transidentität allerdings nicht trennen, weil die Beweggründe der jeweiligen Person oft unbekannt sind.

## Crossdressing als Verkleidung

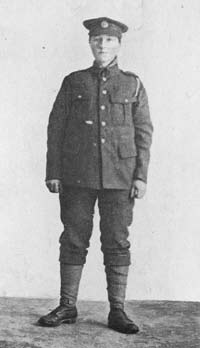
Kriegsreporterin Dorothy Lawrence, verkleidet als Soldat (Erster Weltkrieg)

Zu den sozialen Funktionen, die Kleidung erfüllen kann, gehört der Ausdruck einer Geschlechtsidentität (auch im Sinne von Doing Gender). Crossdressing als Verkleidung kann sich dies zunutze machen, um widrigen Umständen zu entkommen. Beispiele dafür sind Frauen, die typische Männerkleider tragen, um den in kriegerischen Situationen häufig auftretenden Vergewaltigungen zu entgehen. Auch heute noch kommt es vor, dass Frauen Crossdressing zu ihrem eigenen Schutz anwenden. Außerdem sind etliche Fälle bekannt, in denen Gefangene in der Kleidung des anderen Geschlechts flohen.
In anderen Fällen verkleideten sich Frauen als Männer, um an Kämpfen teilzunehmen (siehe Frauen im Militär, Beispiele unter Liste als Mann verkleideter weiblicher Militärpersonen).

## Crossdressing im Theater
Die Darstellung einer Bühnenrolle durch eine Person eines anderen Geschlechts hat seit Shakespeare eine lange Tradition und wird auch als Travestie bezeichnet (siehe: Travestie im Elisabethanischen Theater). Ein Beispiel dafür sind sogenannte Hosenrollen, bei denen eine männliche Figur durch eine weibliche Schauspielerin dargestellt wird.

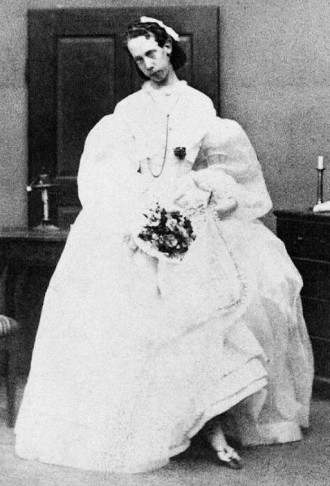
Ludwig Viktor von Österreich in der Posse Vorlesung bei der Hausmeisterin (1859) von Marie Gordon (Aufnahme nach 1861)

Im 19. Jahrhundert gab es Theaterstücke, bei denen traditionell alle Frauenrollen von Männern gespielt wurden, darunter eines der populärsten Stücke der Zeit, die Posse Vorlesung bei der Hausmeisterin von Marie Gordon (1859), in der auch Johann Nestroy am Wiener Carltheater in der Rolle der „Hausmeisterin Maxl“ auftrat. Harry Walden feierte mit dem Stück später Erfolge als „Fräulein Trude Horak“, Hans Moser 1920 im Rolandtheater als „Frau Czerditak“. Das bekannte Foto des Kaiserbruders Erzherzog Ludwig Viktor von Österreich im Frauenkleid zeigt ihn bei einer höfischen Aufführung dieses Stückes.
Zu den bekanntesten Crossdressern der Theaterwelt zählt vermutlich Sarah Bernhardt, die für bestimmte Rollen in Männerkleider schlüpfte. So spielte sie zum Beispiel 1899 den Hamlet in Shakespeares gleichnamiger Tragödie und wurde dafür bewundert und bestaunt. Freilich war der Begriff Crossdressing damals noch nicht dafür geprägt. Die Münchner Bühnen-Komödianten Karl Valentin und Liesl Karlstadt (gemeinsame Bühnenerfolge von 1911 bis etwa 1940) bereicherten die in ihrem Programm gezeigten Nummern durch Sketche, bei denen Karlstadt in Männerrollen schlüpfen musste. Sie veränderte dabei sowohl das äußere Erscheinungsbild (Oberbekleidung, Brille, Mütze und Haarteile oder Bart) wie auch das Auftreten (Körperhaltung, Stimmlage, Betonung und Sprechweise) gemäß ihrer Rolle, zum Beispiel als Beamter einer kaiserlich-königlich geprägten Zeit. Bedingt durch die allgemeinen Umstände der Kleinkunst sowie ihre gesellschaftliche Stellung standen nur wenige für die Bühne geeignete Darsteller zur Verfügung – das Crossdressing dieser Zeit ist also einer Art Personalnot entsprungen. Einige dieser Darstellungen sind, insbesondere durch Spiel- und Kurzfilme, im Bild überliefert.
Ein bekanntes Beispiel für Crossdressing in der US-amerikanischen Theaterszene war die Jewel Box Revue. Bei dieser fungierte von 1955 bis 1969 die Travestiekünstlerin Stormé DeLarverie als Showmasterin. DeLarverie trug bei den Gesangs- und Tanzeinlagen, während denen sie zusammen mit 25 Dragqueens auf der Bühne stand, als einziger (und jedoch als solcher unerkannter) Dragking Maßanzüge mit Fliege und falsche Schnurrbärte. Das Publikum wurde zwar stets aufgerufen, das einzige weibliche Ensemblemitglied zu erraten, was jedoch beinahe nie gelang. DeLarverie gab sich deswegen stets am Ende jeder Aufführung selbst zu erkennen. Die Jewel Box Revue war aufgrund mehrerer Gründe, unter anderem der damals absolut unüblichen, fehlenden Rassentrennung innerhalb des Ensembles, der hohen Budgets der Aufführungen sowie der Qualität der Showeinlagen, in diesem Zeitraum in den Vereinigten Staaten, Kanada und Mexiko ein Publikumserfolg. Deswegen gilt die Jewel Box Revue mit der Showmasterin DeLarverie in der Gegenwart unter einigen Historikern als wichtiger, prägender Teil der amerikanischen Drag-Geschichte, die von Dragqueens dominiert sei.
Auch in zeitgenössischen Inszenierungen ist Crossdressing anzutreffen. Insbesondere wenn mit kleinem Budget auf Tournee gegangen werden muss, werden gerne mehrere Rollen mit ein und demselben Darsteller besetzt; meist handelt es sich dabei um eine Kombination aus Sprechrolle und Statistenrollen. Letztere werden dann für den Zuseher zumindest formal durch andere Bekleidung, Accessoires oder auch künstliche Bärte von der ersten Rolle abgetrennt; hierzu gehört auch das Schlüpfen in die Rolle eines anderen Geschlechts. Bekannte Beispiele sind die Verkleidungen des politischen Kabarettisten Mathias Richling und des Satirikers Oliver Kalkofe.

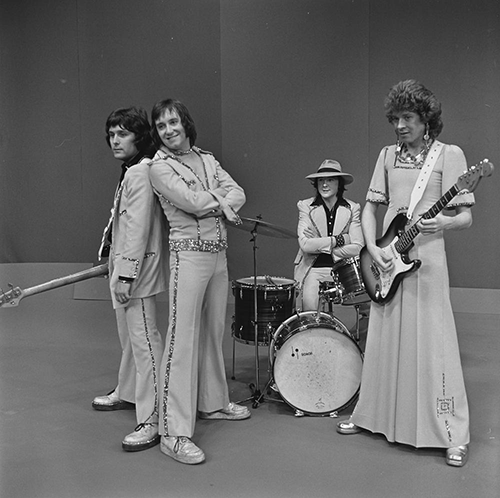
Die englische Glam-Rockgruppe Mud im Jahr 1974; Rob Davis (ganz rechts) in androgynem Look

In den 1970er- und 1980er-Jahren war Crossdressing ebenfalls bei einigen Glam-Rock- beziehungsweise Glam-Metal-Bands beliebt. Bei den männlichen Mitgliedern dieser Musikgruppen diente das Verkleiden in frauentypischer Kleidung (ggf. auch Make-up) als Ausdruck der Exzentrik und stellte meist vielmehr eine Kunstform, als ein politisches Statement dar.

## Crossdressing im Film
Crossdressing ist ein wiederkehrendes Thema in Filmen, seltener wird es auch bei der Verfilmung selbst angewandt. Das Leben des Brian (1979) zeigt Crossdressing sowohl als Strategie innerhalb der Handlung (siehe Crossdressing als Thema) als auch in der Besetzung: Brians Mutter wird von Terry Jones in Frauenkleidern dargestellt. Ein weiteres Beispiel für die Übernahme einer Rolle durch eine Person eines anderen Geschlechts ist die Darstellung des Billy Kwan in Ein Jahr in der Hölle, für die Linda Hunt einen Oscar erhielt.

## Crossdressing als rituelle oder kulturelle Handlung
Crossdressing kommt auch bei rituellen oder kulturellen Handlungen und Traditionen vor, die in den monotheistischen Kulturen des Ostens wie später des Westens verdrängt wurden. Der Tempelkult der Göttin Ištar schloss auch die Verkleidung ihrer männlichen Gläubigen in Frauenkleidern ein. Im Alten Testament (Dtn 22,5 ) wird das Crossdressing ausdrücklich verboten. Gleichfalls wird im Islam ein Überschreiten der Geschlechtergrenzen durch Kleidung abgelehnt. Im römischen Imperium galt das Vertauschen von männlicher wie weiblicher Kleidung, Schmuck oder Frisuren als unschicklich, während in der griechischen Antike aufgrund der Dionysien dies religiös unabdingbar war.
Das Tanzmariechen (Funkemariechen) des Kölner Karnevals war ursprünglich ein Mann in Frauenkleidern, was im nationalsozialistischen Deutschland – zusammen mit dem vorübergehenden Wechsel der traditionell männlichen Besetzung der Jungfrau des Kölner Dreigestirns durch eine Frau – geändert wurde, um homosexuelle Anspielungen auszuschließen. Ebenfalls zu Faschingsumzügen gehört der Brauch der Altweibermühle.
Allgemein üblich war das Crossdressing jahrhundertelang im Karneval in Rom, damals Hauptstadt des Kirchenstaates (siehe: Römischer Karneval auf dem Corso). Goethe schildert es – samt den zugehörigen, geschlechts-persiflierenden Rollenspielen, die heutiger Travestie kaum nachstanden – ausführlich in seiner Italienischen Reise im Jahr 1788:

„Andere Kutscher waren als Frauen verkleidet und trugen lange, unbedeckte Locken und sahen unbeschreiblich lächerlich aus, besonders, wenn es mit den Pferden Schwierigkeiten gab, was in dem ungeheuren Gedränge häufig der Fall war… Die Kutscher wählen meistenteils die Frauentracht, und in den letzten Tagen scheinen nur Weiber die Pferde zu regieren. Sie sind oft anständig, ja reizend gekleidet; dagegen macht denn auch ein breiter, häßlicher Kerl in völlig neumodischem Putz mit hoher Frisur und Federn eine große Karikatur; und wie jene Schönheiten ihr Lob zu hören hatten, so muß er sich gefallen lassen, daß ihm einer unter die Nase tritt und ihm zuruft: ‚O fratello mio, che brutta puttana sei!‘ … Nun fangen die Masken an, sich zu vermehren. Junge Männer, geputzt in Festtagskleidern der Weiber aus der untersten Klasse, mit entblößtem Busen und frecher Selbstgenügsamkeit, lassen sich meist zuerst sehen. Sie liebkosen die ihnen begegnenden Männer, tun gemein und vertraut mit den Weibern als mit ihresgleichen, treiben sonst, was ihnen Laune, Witz oder Unart eingeben. Wir erinnern uns unter andern eines jungen Menschen, der die Rolle einer leidenschaftlichen, zanksüchtigen und auf keine Weise zu beruhigenden Frau vortrefflich spielte und so sich den ganzen Corso hinab zankte, jedem etwas anhängte, indes seine Begleiter sich alle Mühe zu geben schienen, ihn zu besänftigen…
Da die Frauen ebensoviel Lust haben, sich in Mannskleidern zu zeigen, als die Männer, sich in Frauenskleidern sehen zu lassen, so haben sie die beliebte Tracht des Pulcinells sich anzupassen nicht verfehlt, und man muß bekennen, daß es ihnen gelingt, in dieser Zwittergestalt oft höchst reizend zu sein… (So) sah man einen Pulcinell als Hahnrei. Die Hörner waren beweglich, er konnte sie wie eine Schnecke heraus- und hineinziehen. Wenn er unter ein Fenster vor neu Verheiratete trat und ein Horn nur ein wenig sehen ließ, oder vor einem andern beide Hörner recht lang streckte und die an den obern Spitzen befestigten Schellen recht wacker klingelten, entstand auf Augenblicke eine heitere Aufmerksamkeit des Publikums und manchmal ein großes Gelächter.“

## Crossdressing als Thema in Kunst und Kultur
Erzählungen von Helden in Frauenkleidern werden spätestens seit der Antike in der bildenden Kunst thematisiert.
Frauen, die Männerkleidung anziehen, waren unter anderem oft in deutschen Filmen um 1930 zu sehen, zum Beispiel in Liebeskommando (1931) oder in Viktor und Viktoria. In der Nachkriegszeit vertauschte Liselotte Pulver in der Rolle einer entführten Grafentochter im Rahmen des Films Das Wirtshaus im Spessart (1958) ihre Kleider mit einem Handwerker. In der österreichischen Komödie Wenn Mädchen ins Manöver zieh’n aus demselben Jahr verkleiden sich zwei Frauen als adelige (männliche) Offiziere, ihre Freunde aber als deren Frauen. Alle vier müssen sich schließlich mit einem falschen Oberst (gespielt von Grethe Weiser) auseinandersetzen. Es gibt auch Beispiele in neueren Filmen, zum Beispiel die von Barbra Streisand gespielte Yentl (1983) oder Julie Andrews als Victor/Victoria (1982).
Bei einer Anzahl von neueren Filmen tragen Männer Frauenkleider, häufig, um im Rahmen der Handlung vor etwas zu fliehen – beispielsweise in Manche mögen’s heiß (1959), verkörpert durch Tony Curtis und Jack Lemmon –, aus Gefälligkeit wie in Charleys Tante (1956) oder um etwas zu erreichen, was sie als Mann nicht erreichen können, zum Beispiel in Tootsie (1982) mit Dustin Hoffman oder Mrs. Doubtfire (1993) mit Robin Williams. Die phantasievolle Darstellung eines Transvestiten mit Strapsen und Korsage durch Hauptdarsteller Tim Curry in dem erfolgreichen Musical Rocky Horror Show in England zu Beginn der 1970er Jahre wurde auch durch den Kinofilm von 1975 bekannt.
In der Persiflage Das Leben des Brian (1979) werden zahlreiche Aspekte des Crossdressings in mehr oder weniger ernster Weise aufgegriffen. So bemüht sich der Protagonist bei der Flucht vor den Römern kurzentschlossen um einen Bart auf dem Markt, der sonst üblicherweise nur von den lokalen Frauen gekauft wird, um Steinigungen beizuwohnen, da Frauen zu diesen nicht zugelassen werden.
Crossdressing ist in den letzten zwei Jahrzehnten auch intensiv in Mangas und Manhwas behandelt worden. So verkleidet sich Haruhi Fujioka in der Manga- und Anime-Umsetzung Ouran High School Host Club als Mann, um im Host Club ihrer Schule arbeiten zu können. Dies stellt eine von vielen Geschichten dar, in denen bewusst die „unmögliche Situation“ einer Frau in einem Areal für Männer ausgenutzt wird, um komische Situationen zu erzeugen. Ausgehend vom Manga Hana-Kimi setzte auch die taiwanische Real-Fernsehserie Huayang shaonian shaonu eine ähnliche Thematik um und war damit äußerst erfolgreich: Sie hatte einen durchschnittlichen Marktanteil von etwa 39 % im taiwanischen Fernsehen und einen maximalen Anteil von sogar 50,9 %.
Nicht nur in den offiziell veröffentlichten Werken, sondern auch im Bereich der Fan-Art sind Zeichnungen von verkleideten Figuren weit verbreitet; oft handelt es sich um eine männliche Figur, die als Frau dargestellt und als Trap (engl. „Falle“) bezeichnet wird.
Dabei wird hinsichtlich des Gender Bendings unterschieden, bei dem neue Figuren auf der Basis des Originals entstehen, jedoch nur das Geschlecht getauscht wurde, während sowohl äußerliche als auch charakterliche Züge erhalten bleiben.

## Crossdressing als politische Aussage

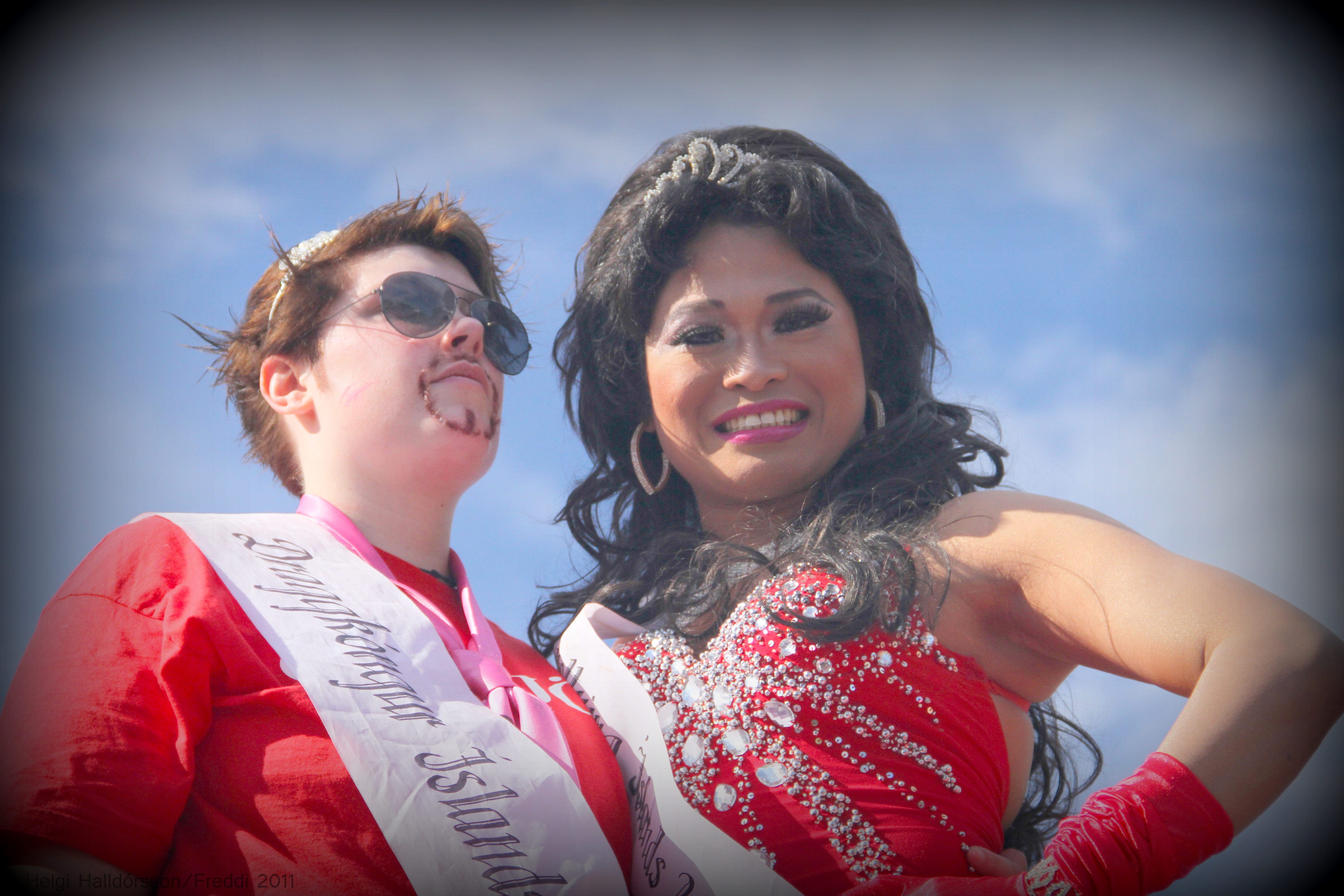
Ein Dragking und eine Dragqueen (Island, 2011)

Im Sinne der Kritik an Geschlechter-Stereotypen kann Crossdressing auch für eine politische und/oder soziale Aussage benutzt werden:

„Mit dem Kleiderwechsel, in dem vermeintlichen Schritt über eine symbolisch hochaufgeladene Kleidergrenze zwischen den beiden Geschlechtern, wird erkennbar, daß die Grenzziehung keine Stabilität der damit verbundenen Ordnungs- und Machtsysteme sichert.“

Am bekanntesten dürfte diese Verwendung aus der Lesben- und Schwulenbewegung und in Form von Dragqueens und Dragkings zu CSD-Veranstaltungen sein, wobei es sich hierbei mit dem Ausdruck einer Transidentität überschneiden oder auch Ausdruck der LGBT-Subkultur sein kann.
Gelegentlich wird Crossdressing auch ohne jeden Zusammenhang mit Lesben, Schwulen und/oder Transgendern benutzt, um Aufmerksamkeit für eine politische Aussage zu erregen. So zogen beispielsweise einige Mitglieder der Kommune I zu bestimmten Aktionen Frauenkleider an.

## Crossdressing als Mittel zur sexuellen Stimulation
Das Tragen der Kleidung eines anderen Geschlechts kann der sexuellen Erregung dienen. Entweder werden dazu einzelne Kleidungsstücke (beispielsweise Strumpfhose, Damenunterwäsche – siehe Damenwäscheträger –, Rock, Bluse, Männerhose, Anzug oder Krawatte) oder ein vollständiges Outfit (mitunter auch mit Perücke, Schminke und Schmuck oder falschem Bart) angelegt. Während des Tragens kommt es bei entsprechend veranlagten Fetischisten zu einer sexuellen Stimulation, oft von Masturbation begleitet. Die sexuelle Orientierung spielt beim Tragen andersgeschlechtlicher Kleidung keine Rolle.
Im Rahmen von BDSM wird Crossdressing zum Beispiel bei der Feminisierung ausgeübt.

## Cross-Dressing als Modebegriff
Als Modebegriff kann Cross-Dressing auch das kontrastreiche Kombinieren verschiedener Looks und Materialien bezeichnen, die aus traditioneller Sicht nicht zueinander passen. Bei einem solchen Mix können verschiedene Designer- und Kleidungsstile kombiniert werden.